# Kamālābād (ort i Ardabil)
Kamālābād (persiska: كمال آباد) är en ort i Iran.   Den ligger i provinsen Ardabil, i den nordvästra delen av landet, 400 km nordväst om huvudstaden Teheran. Kamālābād ligger 1 722 meter över havet och antalet invånare är 351.
Terrängen runt Kamālābād är kuperad västerut, men österut är den platt.Runt Kamālābād är det ganska tätbefolkat, med 139 invånare per kvadratkilometer. Närmaste större samhälle är Nīr, 5,0 km söder om Kamālābād. Trakten runt Kamālābād består i huvudsak av gräsmarker.